# An der Hoffischerei 1, 3, Hälterstraße 19, 21, 23, 25, 27, 29, 34, 36

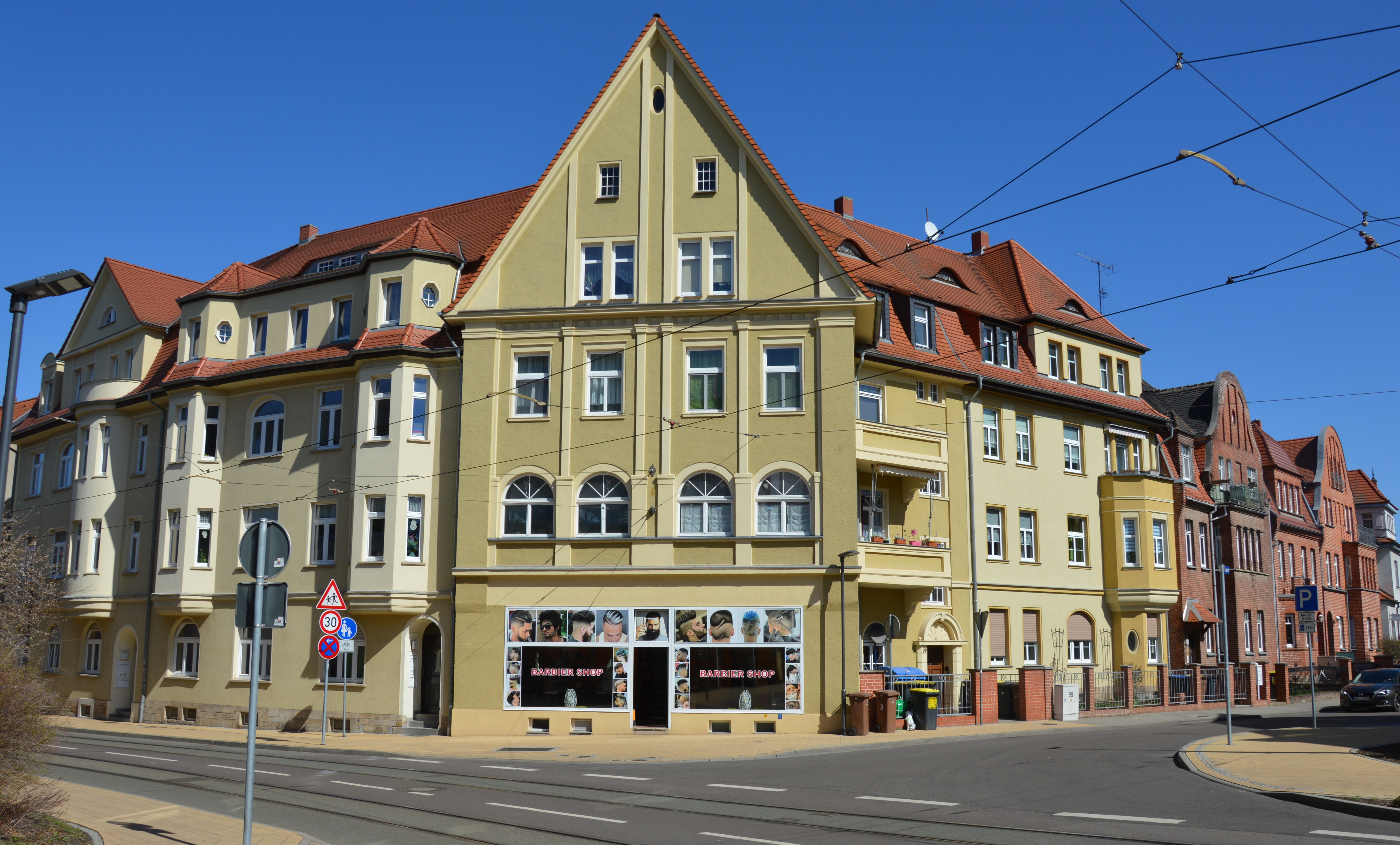
An der Hoffischerei 1, 3, Hälterstraße 19, 21, 23, 25, 27, 29, 34, 36, Blick von Süden, 2018

An der Hoffischerei 1, 3, Hälterstraße 19, 21, 23, 25, 27, 29, 34, 36 ist die im örtlichen Denkmalverzeichnis eingetragene Bezeichnung einer denkmalgeschützten Häusergruppe in der Stadt Merseburg in Sachsen-Anhalt. 

## Lage
Die das Straßenbild prägende Häusergruppe befindet sich in einer Ecklage nördlich der Einmündung der Hälterstraße auf die Straße An der Hoffischerei.

## Architektur und Geschichte
Die Gebäude der heterogen zusammengesetzten Häusergruppe entstanden in der Zeit zwischen 1900 und 1920. Die Schaufassaden der Wohnhäuser sind mit historisierenden Elementen des Jugendstils gestaltet. Einige der Häuser erinnern in ihrer Ausgestaltung an Villen.
Im örtlichen Denkmalverzeichnis ist die Häusergruppe unter der Erfassungsnummer 094 20226 als Denkmalbereich verzeichnet.